# Leuctra tenella
Leuctra tenella är en bäcksländeart som beskrevs av Léon Abel Provancher 1878. Leuctra tenella ingår i släktet Leuctra och familjen smalbäcksländor. Inga underarter finns listade i Catalogue of Life.